# Condoue
 (février 2023).
Si vous disposez d'ouvrages ou d'articles de référence ou si vous connaissez des sites web de qualité traitant du thème abordé ici, merci de compléter l'article en donnant les références utiles à sa vérifiabilité et en les liant à la section « Notes et références ».
Condoue (en italien Condove) est une commune de la ville métropolitaine de Turin dans le Piémont en Italie.

## Géographie
Condoue est une localité du  val de Suse, plus précisément de la basse Vallée de Suse. Le centre de la commune s'étend aux pieds des montagnes et certains de ses hameaux, comme Mocchie par exemple, se situent plus en altitude. Condoue compte plus de 70 hameaux.
Condoue se trouve à 32 km à l'ouest de Turin.
Le climat est de type méditerranéen aux pieds des montagnes et montagnard en altitude. Le point culminant est à 2772 mètres ; il s'agit du sommet "Lunella".

## Histoire
Aujourd'hui, la vie économique du territoire est essentiellement concentrée à Condoue même, alors que jadis elle était répartie sur les bourgades montagnardes. Cette situation se traduit notamment par le dépeuplement de Mocchie. Autrefois commune indépendante de plus de deux mille habitants, Mocchie n'en compte aujourd'hui plus que quelques dizaines et s'est vue rattachée à Condoue.

## Économie
Les rues du centre sont jalonnées de commerces de proximité.

Condove est réputée pour sa production de tome. Le marché hebdomadaire y a lieu le mercredi matin, sur la place du village et ses alentours, et l'on peut y retrouver plusieurs producteurs du fromage alpin qui fait la fierté des lieux.

## Culture
Condoue fait partie de la zone italienne de tradition francoprovençale. La minorité francoprovençale a d'ailleurs un statut protégé.
Condove dispose d'une salle de cinéma et d'un théâtre.
Dans l'antique église de San Rocco, sont fréquemment organisées des expositions d'art (peinture, sculpture, etc.).

## Événement commémoratif
La résistance italienne a arpenté les montagnes de Condove lors de la Seconde Guerre mondiale. Chaque année, à la fin du mois d'août, au lieu-dit Vaccherezza, a lieu la commémoration de la mort de 16 résistants italiens, tués par des nazis à la veille de la Libération.

## Fêtes, foires
Tous les ans au mois d'octobre, Condoue accueille la "Fiera della Toma" du nom du célèbre fromage alpin.
Quant à Mocchie, tous les ans à la fin du mois d'août ou au début du mois de septembre, y a lieu la "Sagra della Patata". Chaque année au mois de février depuis 2010, l'antique carnaval est à nouveau organisé dans la bourgade de Lajetto, et ce après plusieurs décennies d'absence.
Un large réseau de bénévoles et d'associations permettent à Condove d'être animée tout au long de l'année. Citons, entre autres, la bien active "Pro Loco", à mi-chemin entre l'office du tourisme et le comité des fêtes.

## Administration
Dans les années 1930, Condoue a connu un regroupement communal avec les communes voisines de Mocchie et Frassiniere.
| Période                                  | Période  | Identité           | Étiquette | Qualité |
| ---------------------------------------- | -------- | ------------------ | --------- | ------- |
| 1975                                     | 1995     | Massimo Maffiodo   |           |         |
| 1995                                     | 2004     | Giuseppina Canuto  | Gauche    |         |
| 2004                                     | 2009     | Barbara Debernardi | Gauche    |         |
| 2009                                     | 2014     | Piero Listello     | Droite    |         |
| 2014                                     | 2019     | Emanuela Sarti     | Gauche    |         |
| 2019                                     | En cours | Jacopo Suppo       | Gauche    |         |
| Les données manquantes sont à compléter. |          |                    |           |         |

### Hameaux
Condoue est aujourd'hui composée d'environ soixante-dix hameaux. C'est la commune la plus étendue du val de Suse.

Mocchie et Frassinere étaient des communes autonomes jusqu'en 1936.
À Mocchie, se trouve la Parrocchiale di San Saturnino (1778-1784).
À Laietto, la Parrocchiale dei Santi Vito e Modesto et la Chapelle de Saint Bernard avec des fresques qui remontent au XVe siècle.
À  Frassinere, l'église de Santo Stefano.

### Communes limitrophes
Ussel, Viù, Lemie, Brussol, Rubiane, Chiaurie, Saint-Didier, Bourgon, Vaye, Saint-Antonin, L'Écluse

### Jumelages
La commune est jumelée avec les villes françaises de Saint-Michel-de-Maurienne et d'Orelle.

## Personnalités
- Gian Carlo Grassi (1946-1991) : alpiniste et guide de haute montagne né à Condoue.